# 제24보병사단 (미국)
제24보병사단(24th Infantry Divison은 미국 육군의 보병 사단이다. 

## 역사
한국 전쟁에 미군 중 가장 먼저 참전한 부대이다.

### 전역
- 한국 전쟁
  - 오산 전투
  - 대전 전투
  - 부산 교두보 전투